# Kaspar Elm
Kaspar Joseph Elm (* 23. September 1929 in Xanten; † 5. Februar 2019 in Berlin) war ein deutscher Historiker. Elm lehrte als Professor an der Universität Bielefeld (1969–1974) und an der Freien Universität Berlin (1974–1997). Er gehörte zu den führenden Erforschern des mittelalterlichen Ordenswesens.

## Leben und Wirken
Kaspar Elm, Sohn von Kaspar Johann Elm und Euphemia geb. Rüther, besuchte ab 1936 die Volksschule und im Anschluss von 1940 bis 1944 die Rektoratsschule in Xanten (heutiges Stiftsgymnasium Xanten). Ab 1946 besuchte er das Gymnasium Dionysianum in Rheine und nahm 1950 das Studium der Geschichte, der Deutschen Philologie und der Lateinischen Philologie an der Universität Münster auf, das er ab 1952 an der Universität Freiburg im Breisgau fortsetzte und ab 1953 erneut in Münster 1955 mit dem Staatsexamen abschloss. Sein wichtigster akademischer Lehrer war Herbert Grundmann.
Nach Absolvierung seines Referendariats von 1956 bis 1957 wurde Elm von 1958 bis 1962 Wissenschaftlicher Mitarbeiter an der Universität Münster, wo er 1959 mit seiner Dissertation Das toskanische Eremitentum des 12. und 13. Jahrhunderts promoviert wurde. Während seiner Zeit als Wissenschaftlicher Assistent an der Universität Freiburg bei Otto Herding von 1962 bis 1964 habilitierte sich Elm 1964 mit der Schrift Geschichte und Selbstverständnis des lateinischen Kapitels vom Heiligen Grab in Jerusalem und wurde bis 1968 Universitätsdozent an der Universität Freiburg. Von 1969 bis 1974 war Elm als Universitätsprofessor der Universität Bielefeld. Dort war er maßgeblich am Auf- und Ausbau der Fakultät für Geschichtswissenschaft und Philosophie beteiligt und im Anschluss bis zu seiner Emeritierung im Oktober 1997 als Universitätsprofessor der Freien Universität Berlin tätig. 1999 war Elm als Gastprofessor an der University of California, im Jahr 2000 an der Universität Budapest tätig. Elm hatte zahlreiche Doktoranden, darunter Dorothea Weltecke. Es bildete sich jedoch keine Schule im Sinne eines Kreises von Schülern mit einem gemeinsamen Forschungsgebiet heraus.
Zu seinen Forschungsschwerpunkten gehören vor allem kirchenhistorische Themen wie die religiösen Bewegungen, die Orden und Häresien, die Kreuzzüge und das Heilige Land. Er begründete die Reihe der Berliner Ordensstudien. Während seiner Tätigkeit als Universitätsprofessor hatte Elm zudem eine Vielzahl verschiedener Ämter inne, so war er unter anderem Vizepräsident der Commission Internationale d’Histoire Ecclésiastique Comparée, ordentliches Mitglied der Europäischen Akademie der Wissenschaften und Künste Salzburg, Mitglied der Zentraldirektion der Monumenta Germaniae Historica, ordentliches Mitglied der Historischen Kommission für Westfalen (seit 1972), korrespondierendes Mitglied der Akademie der Wissenschaften zu Göttingen (seit 1982), Vorsitzender des Diözesangeschichtsvereins Berlin, Mitglied des Bewilligungsausschusses der Deutschen Forschungsgemeinschaft und Gutachter für die Max-Planck-Gesellschaft und der Alexander von Humboldt-Stiftung. Von 1979 bis 1999 hatte Elm den Vorsitz des Diözesangeschichtsvereins im Erzbistum Berlin e. V. inne.
Elm erhielt unter anderem die Hedwig-Medaille für besondere Verdienste um das Erzbistum Berlin und die Ehrendoktorwürde der Universität Gießen.
Elm engagierte sich für zahlreiche Sozialprojekte im Heiligen Land. Er war Mitglied im Deutschen Verein vom Heiligen Lande. 1987 wurde Kaspar Elm von Kardinal-Großmeister Maximilien de Fürstenberg zum Ritter des Ritterordens vom Heiligen Grab zu Jerusalem ernannt und am 17. Oktober 1987 in Karlsruhe durch Bischof Franz Hengsbach, Großprior der deutschen Statthalterei, investiert. Er war Komtur des Ordens. Nach Nikolaus Staubach hat sich Elm Verdienste dadurch erworben, dass er die traditionelle mittelalterliche Ordensforschung durch eine Verknüpfung von Detailforschungen mit allgemeineren, geistes-, bildungs- und sozialgeschichtlichen Fragestellungen aus dem Bereich der Verbandsinteressen in den Rang einer mediävistischen Teildisziplin erhoben hat.
Er war verheiratet. Aus der Ehe stammen vier Kinder, darunter die Althistorikerin Susanna Elm. Elm verstarb in seinem 90. Lebensjahr am 5. Februar 2019 in Berlin. Er wurde auf dem St-Annen-Friedhof beigesetzt.

## Schriften (Auswahl)
Ein Schriftenverzeichnis erschien in: Franz Josef Felten, Nikolas Jaspert (Hrsg.): Vita Religiosa im Mittelalter. Festschrift für Kaspar Elm zum 70. Geburtstag (= Ordensstudien. Bd. 13). Duncker & Humblot, Berlin 1999, ISBN 3-428-09965-6, S. 961–979.
Monographien
- Beiträge zur Geschichte des Wilhelmitenordens (= Münstersche Forschungen. Bd. 14). Böhlau, Köln/Graz 1962.
- Quellen zur Geschichte des Ordens vom Heiligen Grab in Nordwesteuropa aus deutschen und niederländischen Archiven (1191–1603). Palais des Académies, Brüssel 1976.
- Mittelalterliches Ordensleben in Westfalen und am Niederrhein (= Studien und Quellen zur westfälischen Geschichte. Bd. 27). Bonifatius, Paderborn 1989, ISBN 3-87088-590-4.
- Vitasfratrum. Beiträge zur Geschichte der Eremiten- und Mendikantenorden des zwölften und dreizehnten Jahrhunderts (= Saxonia Franciscana. Bd. 5). Coelde, Werl 1994, ISBN 3-87163-208-2.
- Umbilicus Mundi. Beiträge zur Geschichte Jerusalems, der Kreuzzüge, des Ordens der regulierten Chorherren vom Heiligen Grab und der Ritterorden (= Instrumenta Canonissarum Regularium Sancti Sepulcri. Bd. 7). Sint-Trudo-Abdij, Sint-Kruis, Brügge 1998, ISBN 90-5746-002-5.

Herausgeberschaften
- in Verbindung mit Elmar L. Kuhn, Gábor Sarbak und Lorenz Weinrich: Beiträge zur Geschichte des Paulinerordens (= Ordensstudien. Bd. 14 = Berliner Historische Studien. Bd. 32). Duncker & Humblot, Berlin 2000, ISBN 978-3-428-10036-1.

Aufsatzsammlung
- Religious life between Jerusalem, the desert, and the world. Selected Essays (= Studies in the history of Christian traditions. Bd. 180). Translated by James D. Mixson. Brill, Leiden 2015, ISBN 978-90-04-30777-3.